# Herb gminy Troszyn
Herb gminy Troszyn – jeden z symboli gminy Troszyn.

## Wygląd i symbolika
Herb przedstawia na tarczy koloru dzielonej w odwróconą literę „T” w lewym górnym polu na czerwonym tle srebrny róg jelenia (z herbu Rogala), w prawym na błękitnym tle dwa srebrne strzaskane miecze i księżyc złoty (herb Trzaska), natomiast w złotym polu dolnym pięć zielonych kłosów zboża. 